# Steve Wijler
Steve Wijler (19 de setembro de 1996) é um arqueiro profissional neerlandês, medalhista olímpico.

## Carreira
Wijler participou da prova de tiro com arco em equipes mista nos Jogos Olímpicos de Verão de 2020 em Tóquio ao lado de Gabriela Schloesser, conquistando a medalha de prata.